# Megalomaniac
"Megalomaniac" é uma canção escrita por Brandon Boyd, Mike Einziger, Ben Kenney, Chris Kilmore e Jose Pasillas, gravada pela banda Incubus.
É o primeiro single do quinto álbum de estúdio lançado em 2004, A Crow Left of the Murder….

## Letra
O vocalista Brandon Boyd, afirmou que a música não é para ninguém em específico, "Megalomaniac" foi chamada de uma "condenação veemente a George W. Bush".

## Desempenho nas paradas musicais
| Ano  | Parada musical                              | Posição |
| ---- | ------------------------------------------- | ------- |
| 2004 | Estados Unidos - Hot Mainstream Rock Tracks | 2       |
| 2004 | Estados Unidos - Alternative Songs          | 1       |
| 2004 | Estados Unidos - Billboard Hot 100          | 55      |